# Florian Lindemann
Florian Lindemann  (* 8. Oktober 1953; † 7. August 2011 in Frankfurt am Main) war ein deutscher Lehrer und Publizist.

## Leben
Der jüngste Sohn des Publizisten Helmut Lindemann und der Cornelie Lindemann, geb. Volkmann, besuchte zwischen 1969 und 1971 die Odenwaldschule (OSO). In Frankfurt war er Mitgründer von Karl Napps Chaos Theater. Er engagierte sich für Kinderrechte und Kinderschutz und war in der Zeit der rot-grünen Stadtregierung (1989–1995) in Frankfurt Vorsitzender des kommunalen „Fachausschusses Kinderbetreuung“. Zeitweilig war er Geschäftsführer der 1972 gegründeten „Lindenstiftung für vorschulische Erziehung“.
In seinem Buch Die Sinti aus dem Ummenwinkel (1991) beschreibt Lindemann die Sanierung eines sozialen Brennpunktes ausgehend von Vorschulkindern. Die Besonderheit des Projektes ist es, dass private Träger u. a. die Lindenstiftung, der Kinderschutzbund, die Kirchengemeinde zusammen mit der Stadt Ravensburg, besonders dem Sozialamt und den Schulen, und unter weitgehender Einbeziehung der Betroffenen gelungen ist, jahrzehntelange Ausgrenzungsprozesse von Seiten der Mehrheitsbevölkerung und Abgrenzung von Seiten der Minderheit aufzubrechen. Das Buch beschreibt auch die Ausgrenzung der Bewohner, die 1945 aus Konzentrationslagern zurückkehrten und an einen randständigen Ort gedrängt wurden, wo sie in Baracken lebten. Inhalt des Buches ist auch die Dokumentation der lokalen Verfolgung im Zigeunerzwangslager in Ravensburg während der Zeit des Nationalsozialismus. Lindemann beschreibt das Projekt Ummenwinkel als einen gelungenen Versuch der Normalisierung.
Von 1989 bis 1996 war er Vorstandsmitglied im Frankfurter Kinderschutzbund und wurde 2003 dessen Bezirks-Geschäftsführer.
Als im November 1999 Jörg Schindler in der Frankfurter Rundschau über die damals bekannt gewordenen sexuellen Übergriffe von Lehrern, besonders Gerold Beckers, an der Odenwaldschule berichtete, kritisierte Lindemann als Altschülersprecher die Tendenz der journalistischen Berichterstattung in einem unveröffentlichten Leserbrief „scharf“. Dieses Verhalten führte 2010 zu öffentlicher Kritik an seiner Funktion im Kinderschutzbund und letztlich zu seiner Entlassung als Geschäftsführer, um einem Schaden am „Markenimage“ des Kinderschutzbundes zu verhindern, so der stellvertretende Vorstandsvorsitzende des Bezirksverbands des Kinderschutzbundes Frankfurt, Ludwig Salgo. An der Arbeit Lindemanns für den Kinderschutzbund habe es dagegen nichts auszusetzen gegeben. Gegenüber dem Nachrichtenmagazin Der Spiegel erklärte Lindemann zu seinem Leserbrief von 1999, er habe „den wahren Umfang der Katastrophe nicht erfasst“. Damals, „stand Eigenschutz im Vordergrund, mit dem Ergebnis: Die Opfer wurden vergessen, die Täter wurden geschont.“
Lindemann starb am 7. August 2011 in Frankfurt am Main an einem Herzinfarkt beim Joggen. Die für ihn geschalteten Todesanzeigen verweisen auf eine Vielzahl politischer und pädagogischer Vereine und Einrichtungen, die um ihn trauerten. „Er engagierte sich in zahlreichen Vereinen der Jugend- und Jugendsozialarbeit, in Spielrauminitiativen, Kinderbetreuungseinrichtungen und Familienzentren, im Schulförderverein und Schulelternbeirat“, schrieb die Amadeu Antonio Stiftung in ihrem Nachruf.

## Schriften
- Die Sinti aus dem Ummenwinkel. Ein sozialer Brennpunkt erholt sich. Beltz, Weinheim 1991, ISBN 3407621329
- (Hrsg.) Für Kinder! Das Programm der Lindenstiftung für Vorschulische Erziehung. FIPP-Verlag, Berlin 1994 ISBN 3-924830-42-8.
- (Hrsg.) Modelle gegen den Frust. Ermutigende Ansätze einer anderen Kindertagesbetreuung. FIPP-Verlag, Berlin 1996, ISBN 3-924830-47-9.
- „Schule muss schmecken!“ Ermutigende Erfahrungen junger Roma im deutschen Bildungswesen. Beltz, Weinheim 2005, ISBN 978-3-407-32062-9.